# Fusió nuclear

Diagrama de fusió del deuteri i el triti per formar Heli 4.

La fusió nuclear consisteix en una reacció en la qual dos nuclis atòmics (per exemple de deuteri) es converteixen en un nucli més pesant (en l'exemple heli), aquesta reacció va acompanyada de l'emissió de partícules (en l'exemple del deuteri un neutró). Aquestes reaccions poden produir una gran emissió d'energia, en forma de raigs gamma i d'energia cinètica de les partícules emeses. Aquesta emissió d'energia és apreciable disminució de massa per la famosa fórmula d'Einstein E=mc².
A diferència de la fissió, que es basa a trencar un àtom molt pesant (d'urani o de plutoni, per exemple) i fer-ne aparèixer de més lleugers (radi entre d'altres), la fusió consisteix a unir àtoms lleugers i convertir-los en un de més pesant. Els residus radioactius resultants tenen un període de semidesintegració extremadament curt en comparació amb els de la fissió. Aquests poden ser del voltant d'un dia. És a dir, que en més o menys un dia, deixen de ser radioactius, o redueixen molt la seva perillositat, tot i que en el cas de l'urani aquest pot trigar més de 300.000 anys a deixar de ser radioactiu.
La fusió nuclear no s'ha de confondre amb la fusió de nucli, que fa referència a l'accident en què la part més interna (nucli) d'un reactor nuclear es fon com a resultat d'un sobreescalfament produït per una refrigeració deficient.

## Desenvolupament de la fusió nuclear
El descobriment de la fusió nuclear passà per unes etapes: el 1920 l'astrofísic Arthur Eddington suggerí que l'energia de les estrelles és causat per la fusió d'àtoms d'hidrògen amb d'heli; el 1934 Ernest Rutherford realitzà un experiment que implicaria el fonament per a la investigació de la fusió nuclear; i el 1939 el físic nuclear Hans Bethe describí aquesta fusió amb més detall amb el model de la cadena de protó a protó.
Fins al moment, la fusió nuclear controlada solament s'utilitza en la investigació de futurs reactors de fusió, tot i que encara no s'han assolit reaccions de fusió que serveixin per a generar energia de forma útil, cosa que s'espera assolir amb la construcció del reactor nuclear de fusió ITER.
El 21 maig 2000 s'anuncia que científics nord-americans han superat un dels problemes de la fusió nuclear usant el model Tokamak, el fenomen anomenat "maneres localitzades en el bord", o ELMs (per les seves sigles en anglès), que provocaria una erosió de l'interior del reactor, obligant al seu reemplaçament freqüent. En un article publicat el diumenge 21 de maig de 2006 en la revista britànica Nature Physics, un equip dirigit per Todd Evans, de l'empresa General Atomics, Califòrnia, anuncia que un petit camp magnètic ressonant, provinent de les bobines especials situades en l'interior de l'atuell del reactor, crea una interferència magnètica "caòtica" en la vora del plasma que deté la formació de flux.
El 24 de maig de 2006 els set socis del projecte ITER --Unió Europea, Japó, Estats Units, Corea del Sud, l'Índia, Rússia i Xina-- van signar a Brussel·les l'acord internacional per al llançament del reactor de fusió internacional, que es construirà en Cadarache, en el Sud-est de França, usant el disseny Tokamak. Els costos de construcció del reactor es van estimar en 4.570 milions d'euros, i la durada de la construcció en 10 anys. La UE i França es van comprometre a contribuir amb el 50% del cost, mentre que les altres sis parts van acordar aportar cadascuna al voltant del 10%.
El 21 de novembre de 2006 el projecte ITER ha estat batejat a París. Els socis que portaran a terme aquest projecte han signat un acord de caràcter provisional en el palau de L'Elysée. Els documents signats van ser lliurats al representant de l'Agència Internacional d'Energia Atòmica formalment. L'organisme ITER començarà les operacions fins que entri en vigència l'acord de manera definitiva, cap a 2007. Per al projecte es compta amb un pressupost inicial de 10.000 milions d'euros, dels quals gran part seran invertits en la construcció del mateix reactor. Com a dada curiosa cal afegir que, en cas d'aconseguir-se la fusió nuclear controlada a gran escala, una milla quadrada d'aigua contindria la mateixa energia que tots els jaciments petroliers coneguts i els que s'estimen sense descobrir. Corria el rumor que en els anys 80 un grup de científics de UCLA (Universitat de Califòrnia de Los Angeles, per les seves sigles en anglès) havia assolit la fusió sense necessitat de subministrar energia -fusió freda- amb un litre d'oli. Temps després la comissió Nobel de física va desmentir aquestes asseveracions.